# Goddess of Desire
Goddess of Desire war eine niederländische Band, die dem True Metal bzw. Thrash Metal zuzuordnen ist. Sie erspielte sich einen guten Ruf innerhalb der Metalszene, der unter anderem auch auf ihre aufwendige Live-Show zurückzuführen ist. Neben ihren bisher vier offiziellen CD-Veröffentlichungen, sowie einigen weiteren Veröffentlichungen auf Vinyl und Video, konnte die Band bisher mit Auftritten im niederländischen Fernsehen, sowie auf vielen szenerelevanten Festivals aufwarten.

## Bandgeschichte
Gegründet wurden Goddess of Desire im Jahre 1995, vorwiegend als Spaßprojekt. In den Anfangstagen spielte man noch hauptsächlich Coverversionen aus dem Bereich Heavy Metal der 80er Jahre, begann aber schon sehr bald damit, auch eigene Songs zu schreiben und ihren eigenen, unverkennbaren Stil zu entwickeln. Bereits der vierte Auftritt der Band wurde auszugsweise im niederländischen TV übertragen. In den folgenden Jahren wurden mehrere Shows, vornehmlich in Mitteleuropa gespielt, unter anderem mit Szene-Größen wie Destruction, Gwar, Therion, Rockbitch und Gorefest, aber auch unzählige Konzerte, bei denen Goddess of Desire selbst als Headliner auftraten. Als Karrierehöhepunkte können Auftritte auf einigen Metal-Festivals, wie z. B. dem Dynamo Open Air (1997), Metal Bash, dem Wacken Open Air (1998 und 2005) und dem Summer Breeze Festival gewertet werden, aber auch europaweite Tourneen, unter anderem als Support für Sodom. Das letzte Konzert der Band fand im JUZ-Liveclub Andernach im Rahmen des Swordbrothers Festivals 2009 statt.

## Die Liveshow
Ein wichtiges Merkmal der Band sind ihre Liveauftritte. Goddess of Desire bieten eine fantasievoll gestaltete Bühnenshow, bei der eigens dafür angefertigte Kostüme, bestehend aus Fellstücken, nietenbesetztem Leder und Metallketten getragen werden. Zu diesen Berserkerkostümen kommen noch unzählige Pyroeffekte zum Einsatz sowie diverse Requisiten und Statisten. Das Bühnenbild ist eher düster und von mittelalterlichen Waffen, Schädeln und Fackeln gezeichnet, was gewisse Ähnlichkeiten zu Alice Cooper und einigen anderen Bands der Hard- & Heavy-Szene aufweist. In Teilen der Show treten auch laszive Tänzerinnen auf, die der Show eine besondere, bizarre Erotik hinzufügen. Unter den Fans der Band hatte sich über Jahre auf Konzerten ein Schlachtruf etabliert. Dieser basiert auf der Melodie des Hits Vamos a la Playa, bei dem der Bandname in der Melodie der vier Worte gesungen wird, gefolgt von den „Oh ohoo ohoo“-Chören.

## Diskografie
- 1996: Let Us Win This War (Eigenproduktion)
- 1998: Symbol of Triumph (Metal Blade Records)
- 2002: Conquerors Divine (Perverted Taste)
- 2005: Awaken Pagan Gods (Armageddon Rec.)